# Japán vaddisznó
A japán vaddisznó (Sus scrofa leucomystax) az emlősök (Mammalia) osztályának párosujjú patások (Artiodactyla) rendjébe, ezen belül a disznófélék (Suidae) családjába tartozó vaddisznó (Sus scrofa) egyik alfaja.

## Előfordulása
A japán vaddisznó előfordulási területe, amint neve is mutatja, Japánban van, kivéve Hokkaidót és a Rjúkjú-szigeteket.

## Megjelenése
Kisméretű alfaj, melynek szőrzete sárgásbarna és alig van „sörénye”. „Bajuszszálai”, melyek fehérek a szájának sarkától, egészen a pofájáig érnek. Általában 120 centiméter hosszú és 70 centiméter marmagasságú.

## Érdekességek
Az elterjedési területének különböző részein, több nevet is kapott: i-no-shishi vagy yama-kujira; az utóbbinak jelentése, „hegyi bálna”.
Kr. u. 675-ben, Tenmu japán császár betiltotta a japán vaddisznó fogyasztását.

## Képek

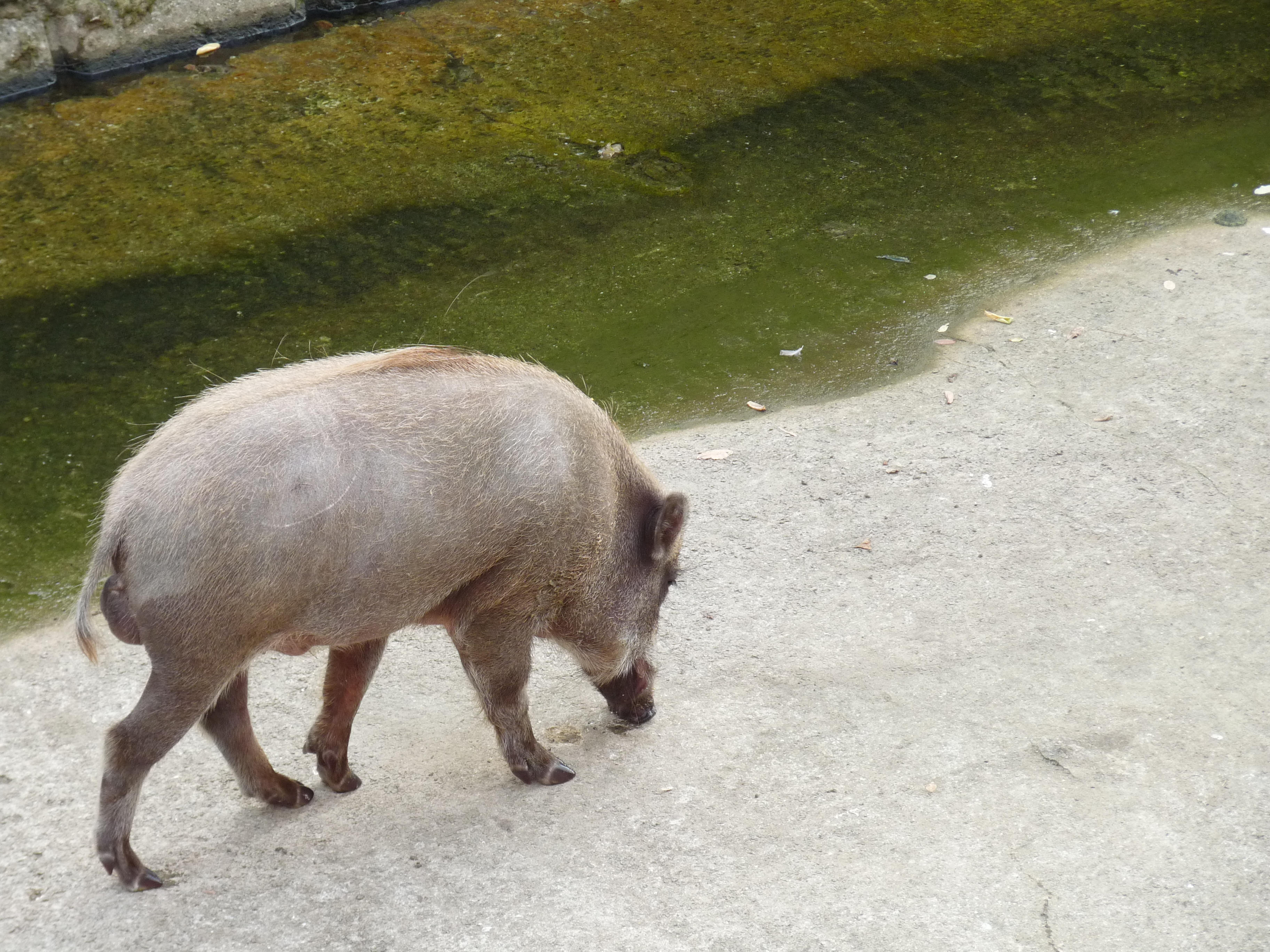
Egy folyó partján
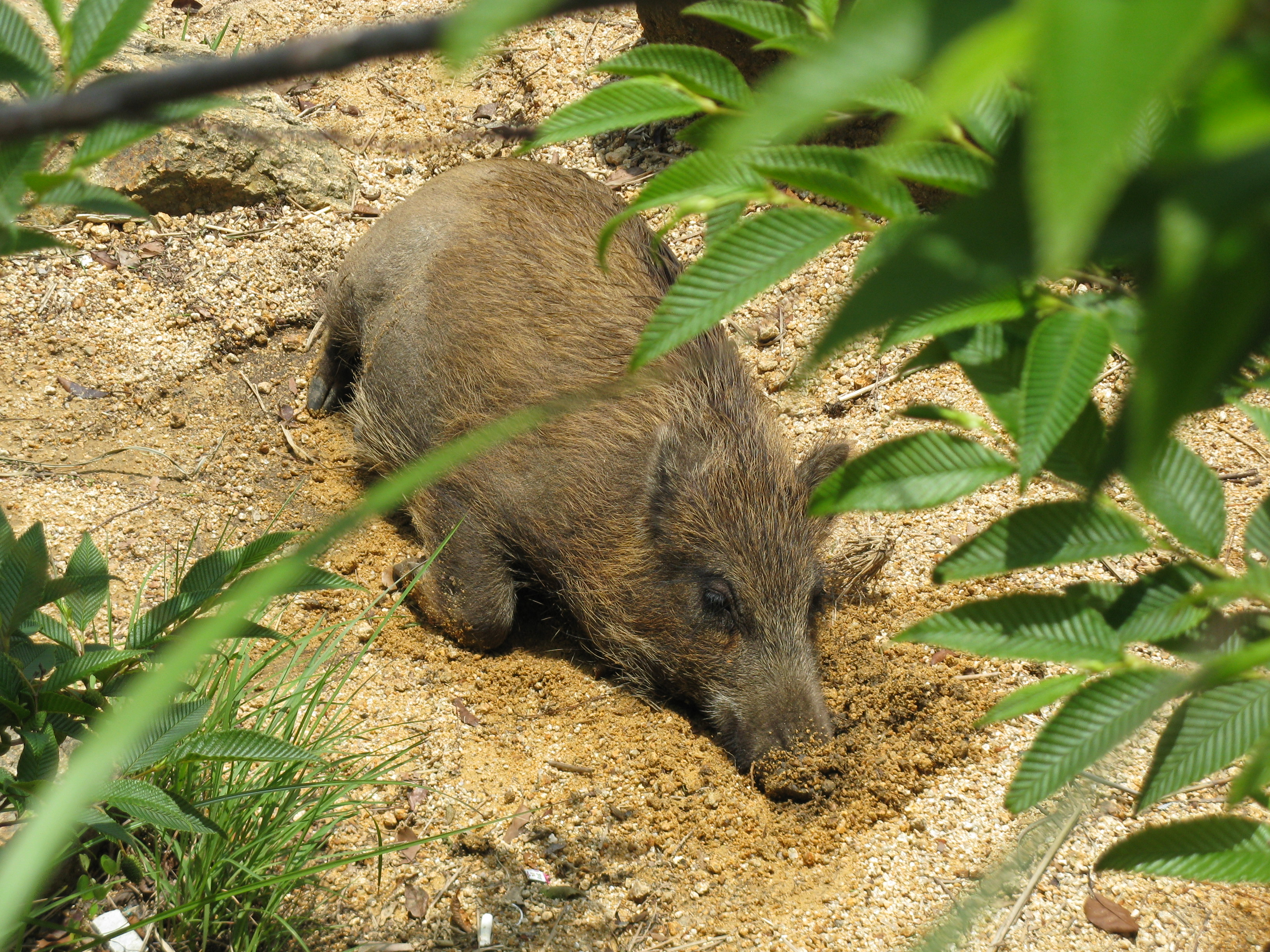
Pihenő példány

## Fordítás
- Ez a szócikk részben vagy egészben  a   Wild boar című angol Wikipédia-szócikk ezen változatának fordításán alapul.  Az eredeti cikk szerkesztőit annak laptörténete sorolja fel. Ez a jelzés csupán a megfogalmazás eredetét és a szerzői jogokat jelzi, nem szolgál a cikkben szereplő információk forrásmegjelöléseként.
- Ez a szócikk részben vagy egészben  a   Japanese boar című angol Wikipédia-szócikk ezen változatának fordításán alapul.  Az eredeti cikk szerkesztőit annak laptörténete sorolja fel. Ez a jelzés csupán a megfogalmazás eredetét és a szerzői jogokat jelzi, nem szolgál a cikkben szereplő információk forrásmegjelöléseként.
- Ez a szócikk részben vagy egészben  a   Sus scrofa leucomystax című olasz Wikipédia-szócikk ezen változatának fordításán alapul.  Az eredeti cikk szerkesztőit annak laptörténete sorolja fel. Ez a jelzés csupán a megfogalmazás eredetét és a szerzői jogokat jelzi, nem szolgál a cikkben szereplő információk forrásmegjelöléseként.